# Lachlan Morton
Lachlan David Morton (Port Macquarie, 2 de octubre de 1992) es un ciclista australiano. 
Tras la temporada 2014 en la que su rendimiento mermó por causas motivacionales, meditó la retirada profesional. La figura de su hermano ciclista Angus Morton jugó un papel clave en motivarle para continuar en el mundo del ciclismo profesional. En aras de redescubrir su pasión por el ciclismo, decidió embarcarse en las filas del Jelly Belly Cycling que prometía a Morton uno de sus sueños, poder compartir equipo con su hermano, el cual se enrolará en el equipo estadounidense en 2015.
Más allá del profesionalismo, ambos hermanos han realizado una serie de documentales basados en aventuras sobre la bicicleta titulados Thereabouts, siendo el viaje de Port Macquaire a Uluru, el primer episodio.[cita requerida]

## Palmarés
2013
- 1 etapa del Tour de Utah

2016
- Tour de Gila, más 1 etapa
- Tour de Utah, más 2 etapas
- 1 etapa del Tour de Hokkaido

2019
- 1 etapa del Tour de Utah

## Resultados en Grandes Vueltas
Durante su carrera deportiva consiguió los siguientes puestos en las Grandes Vueltas. 
| Carrera | Carrera         | 2011 | 2012 | 2013 | 2014 | 2015 | 2016 | 2017 | 2018 | 2019 | 2020  | 2021 | 2022 |
| ------- | --------------- | ---- | ---- | ---- | ---- | ---- | ---- | ---- | ---- | ---- | ----- | ---- | ---- |
|         | Giro de Italia  | —    | —    | —    | —    | —    | —    | —    | —    | —    | 111.º | —    | —    |
|         | Tour de Francia | —    | —    | —    | —    | —    | —    | —    | —    | —    | —     | —    | —    |
|         | Vuelta a España | —    | —    | —    | —    | —    | —    | 90.º | —    | —    | —     | —    | —    |

—: no participa

Ab.: abandono

## Equipos
- Chipotle Development Team (2011-2012)
- Garmin (2012-2014)
  - Garmin-Sharp (2012)[1]
  - Garmin Sharp (2013-2014)
- Jelly Belly Cycling (2015-2016)
- Dimension Data (2017-2018)
- EF Education First (2019-2022)[2]
  - EF Education First Pro Cycling Team (2019)
  - EF Pro Cycling (2020)
  - EF Education-NIPPO (2021)
  - EF Education-EasyPost (2022)